# Frankenstein (álbum)
Frankenstein es el segundo álbum de estudio de la banda de rock duro española Los Suaves, editado por la Sociedad Fonográfica Asturiana y grabado en los Estudios Norte de Gijón.
Musicalmente hablando, supone un continuismo respecto a su primer álbum Esta vida me va a matar publicado dos años antes en 1982, destacando las canciones "Una ciudad llamada Perdición", "Cuando la música termina", "No llores mas por mí" y "Frankenstein".

## Temas
1. Cuando la música termina - 4:25
2. Sospecho - 3:01
3. Una ciudad llamada perdición - 4:47
4. No llores más por mí - 3:50
5. Mear contra el viento - 3:20
6. Frankenstein - 2:40
7. Por las noches - 3:56
8. Tocando fondo - 3:20
9. A Caín - 3:26

- Datos: Q5868565